# في إتش 1 كلاسيك
في إتش 1 كلاسيك (بالإنجليزية: VH1 Classic)‏ هي قناة تلفزيونية موسيقية دولية من شبكات فاياكوم سي بي إس أوروبا، الشرق الأوسط، أفريقيا، آسيا. تتميز القناة بعرض مقاطع الفيديو الموسيقية من الثمانينيات وحتى العقد الأول من القرن الحادي والعشرين (2000)، بالإضافة إلى مشاهدة العروض الحية النادرة من الخمسينات والستينات والسبعينات.
تم إطلاق قناة في إتش 1 كلاسيك لأول مرة في المملكة المتحدة في 1 يوليو 1999 وبعد ذلك أُتيحت إلى جميع أنحاء أوروبا.الآن القناة متاحة رسميًا للمشاهدين في جميع أنحاء أوروبا وأمريكا اللاتينية (باستثناء المملكة المتحدة وأيرلندا وإيطاليا). على عكس في إتش 1 كلاسيك (المملكة المتحدة وأيرلندا)، فإن النسخة الأوروبية من القناة خالية تمامًا من الإعلانات، حيث يتم تشغيل مقاطع الفيديو الموسيقية على مدار الساعة من مكتبة شبكات إم تي في أوروبا في لندن.

## البرامج
من برامج القناة:
- نون - ستوب كلاسيكس - موسيقى قديمة مختلفة
- هابي موندايز، تايمليس تيوزدايز، ويند باك ويدنزدايز، ثروباك ثرزدايز، فلاش باك فرايدايز - موسيقى في مختلف أيام الأسبوع بعد وقت الظهيرة.
- نوثينغ بت 2000s - موسيقى مختلفة من عقد الألفية.
- سميلز لايك 90s - موسيقى مختلفة من التسعينات.
- وي أر ذا 80s - موسيقى مختلفة من الثمانينات.
- كيب إت كلاسيك - موسيقى مختلفة في صباح أيام الأحد.

## روابط خارجية
https://www.tv.nu/kanal/vh1-classic-europe